# Sopaipilla
La sopaipilla, anche detta sopapilla, sopaipa o cachanga, è un tipo di pasta fritta e pane veloce prodotta in diverse aree e nazioni ispaniche nelle Americhe. La parola sopaipilla è il diminutivo di sopaipa, una parola spagnola ripresa dalla lingua mozarabica di Al-Andalus. La parola mozarabica originale xopaipa veniva usata per indicare il pane imbevuto di olio, e derivava a sua volta dalla parola germanica suppa, traducibile in "pane imbevuto di liquido".

## Preparazione
Una sopaipilla viene tradizionalmente preparata con pasta di grano lievitata (o una miscela di farina di frumento e masa harina) a cui viene aggiunto del grasso alimentare o del burro. Dopo essere lievitato, l'impasto viene arrotolato in un foglio che viene poi tagliato in forme circolari, quadrate o triangolari. Le forme di sopaipilla si estendono per 8/10 cm di lunghezza se devono costituire un dessert o sono grandi 15/20 cm di grandezza se fungono come piatto unico. Dopo essere lievitate, le sopaipilla vengono successivamente fritte nell'olio. La frittura farà gonfiare ulteriormente le paste, formando una tasca cava al loro interno.

## Varianti

### Argentina
In Argentina, la pasta è conosciuta con molti nomi fra cui sopaipa, supaipa, sopaipilla, torta frita, kreppel e chipá cuerito.
Sono di forma circolare, al tasto sono croccanti, di colore giallo quasi dorato, ognuna di circa 2–3 cm di diametro e pochi millimetri di larghezza, normalmente accompagnano una bevanda chiamata Yerba mate, soprattutto nel Nordest Argentino. Vi sono inoltre varietà conosciute come, reviro e bori bori, e, in Patagonia le sopaipillas: Le sopapillas più tipiche differiscono delle torte fritte poiché le sono realizzate con una pasta di farina e purè di zucca. Mentre nella regione del Cuyo si cucinano le semitas, infine abbiamo la variante della Provincia del Chaco, la grossa torta parrilla (torta alla griglia).

### Cile

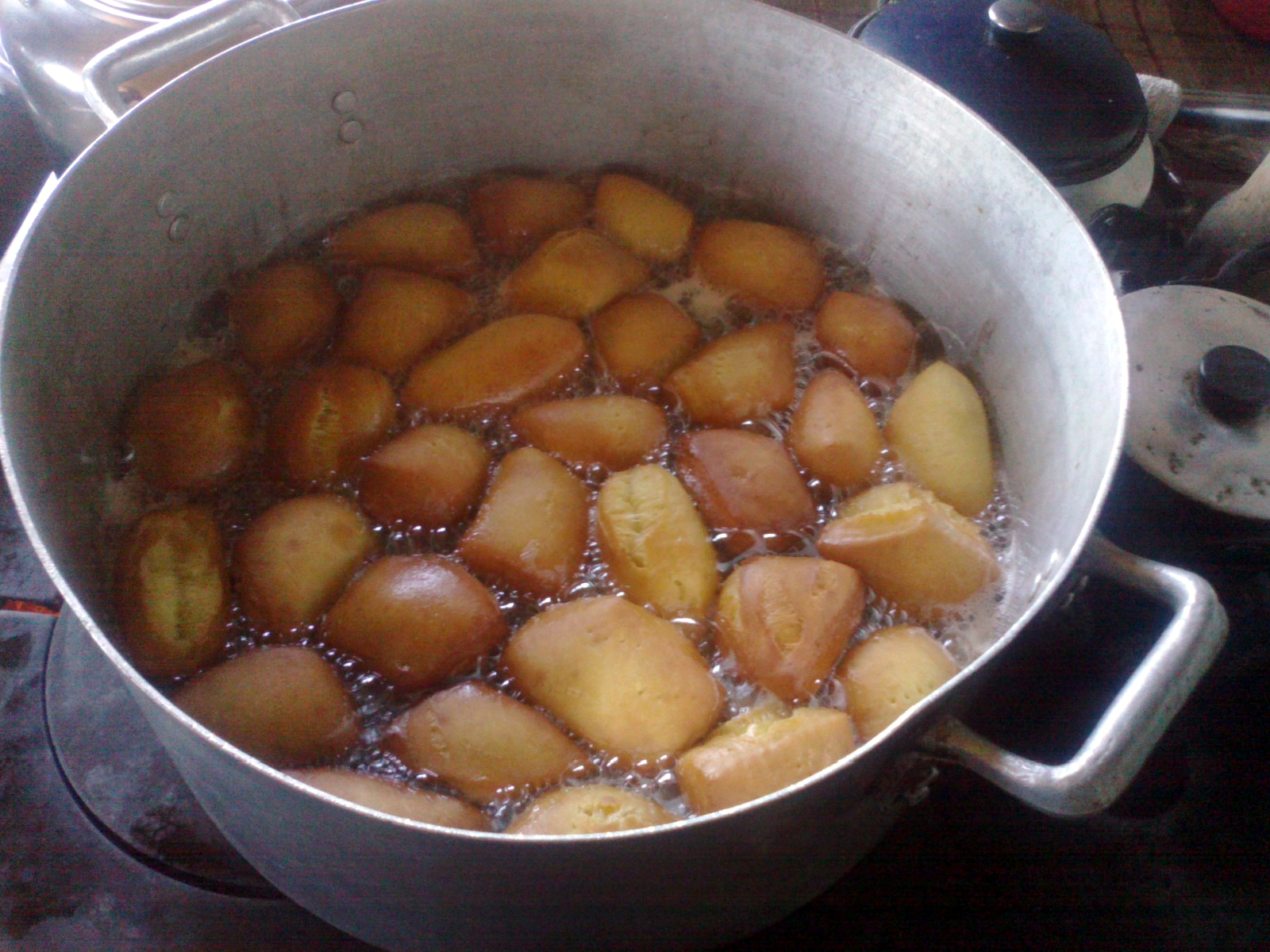
Sopaipilla cilene durante la frittura (2011)

In Cile, le sopaipilla sono piatte e rotonde, e presentano dei fori che vengono praticati attraverso il centro dell'impasto. In Cile vengono mangiate almeno dal 1726. Nel Cile centrale vengono preparate usando la zucca macinata mentre nel sud del Cile questo in genere non viene praticato. Le sopaipilla cilene vengono tradizionalmente servite con il pebre (salsa a base di peperoncino, cipolla, aglio e coriandolo) o bolliti in salsa chancaca (uno sciroppo caldo fatto in casa cucinato con panela, scorza d'arancia e cannella). Sono anche servite con senape, ketchup, burro caldo, avocado, formaggio o manjar. In Cile le sopaipilla sono tradizionalmente fatte in casa e vengono mangiate durante i giorni di forte pioggia oltre a essere diventate un popolare cibo da strada. Nell'arcipelago di Chiloé e nelle zone vicine, dove le paste hanno forma romboidale, hanno un sapore dolce e si accompagnano con marmellata o miele. Queste ultime sopaipilla vengono anche preparate in occasione dei reitimientos, feste tradizionali correlate alla fusione dei grassi in seguito alla macellazione dei suini.

### Perù
In Perù, il nome di questa pasta fritta è cachanga, ha un gusto dolce o aspro, e la sua ricetta cambia di regione in regione. Una delle ricette prevede l'uso della cannella. Rispetto alle altre varianti di sopaipilla, quelle peruviane sono più grandi e sottili.

### Stati Uniti d'America
Nella cucina del Nuovo Messico (Stati Uniti), le sopaipilla sono a base di pasta frolla e hanno la forma di piccoli cuscini. In genere vengono servite come contorno e usate per raccogliere salse o piccoli bocconcini o per essere frantumate negli stufati. Possono costituire dei pasti veloci o essere gustate con ingredienti salati come la carne macinata. Quando vengono intinte di miele o sciroppo d'anice costituiscono un dessert. Le sopapilla della cucina Tex-Mex sono simili alle sopapilla messicane, tranne per il fatto che costituiscono dei dolci, vengono ricoperte di zucchero di cannella e servite con il miele. Le sopaipilla e lo strudel sono stati designati fra le paste statali del Texas dal 2003 al 2005.

### Uruguay

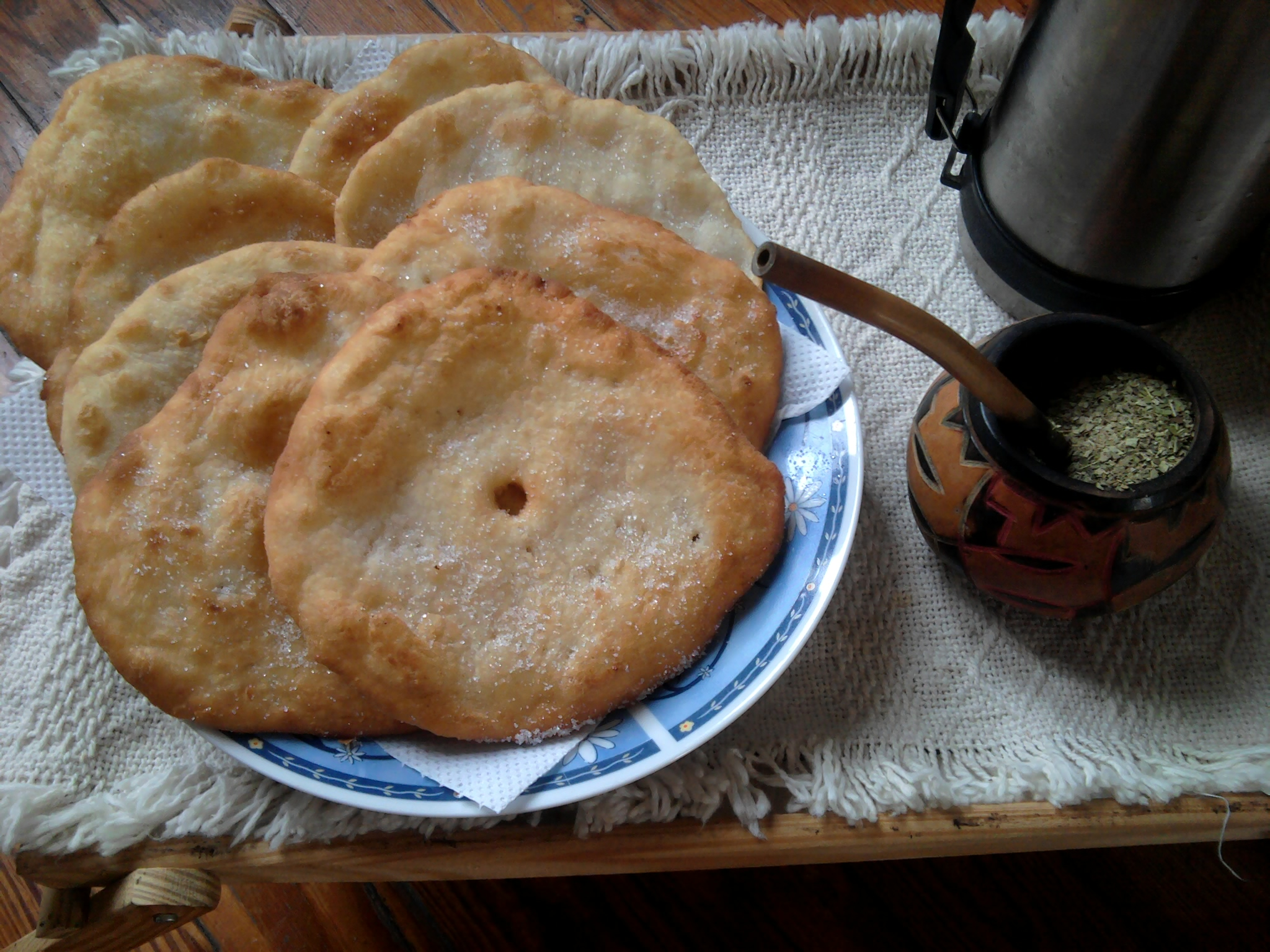
Alcune torta frita (2011)

In Uruguay, una variante delle sopaipilla prende il nome di torta frita. Esse hanno una forma allungata sono sottili e presentano grandi dimensioni. Di solito sono salate, ma è consuetudine coprirle di zucchero e mangiarle come spuntino. Le torta frita vengono comunemente preparate durante le giornate di pioggia.